# コンバース・クイックスター
コンバース・クイックスター（Converse Quick Star）は、コンバースが販売する女性用スニーカーである。

## カラー

### 現在
- ホワイト
- グリーン
- レッド
- ブルー

### 過去
- ピンク
- ライトブルー（英語版）
- ライトグリーン
- オレンジ
- ホワイト×ピンク
- ホワイト×ライトブルー
- ホワイト×レッド
- ホワイト×ブルー

## サイズ展開
21cm - 25cm ※女性用であるが足が小さい男性でも履くことが可能。